# Noordschippersdok
Het Noordschippersdok lag in het noorden van Antwerpen en werd in 1878 gegraven en in 1957 gedempt. Na 1938 werd het ook Oude Lobroekdok genoemd. Het Noordschippersdok had een oppervlakte van 1,69 hectare.
Het Noordschippersdok was niet bepaald groot om veel binnenschepen te leggen, laat staan te manoeuvreren.
Oorspronkelijk lag het dok in de wijk Dam tussen de Slachthuislaan en de straat met de naam Noordschippersdok westelijk gelegen van het Lobroekdok, in Noordoost-Antwerpen. Het gaf verbinding met het huidige, nog bestaande (Nieuwe) Lobroekdok. De straten Lange Lo(o)broekdok en Noordschippersdok herinneren er daaraan. Er zijn diverse plannen om op de plaats van het Lobroekdok een nieuw Sportpaleis en/of een parkeergarage voor het Sportpaleis te bouwen.
Op de Antwerpse rechteroever van de Schelde:
Albertdok · Amerikadok · Asiadok · Bevrijdingsdok · Bonapartedok · Churchilldok · Derde Havendok · Eerste Havendok · Graandok · Hansadok · Houtdok · Industriedok · Kanaaldok · 
Kattendijkdok · Kempisch dok · Kooldok · Leopolddok · Lobroekdok · Margueriedok · Marshalldok · Noordschippersdok · Petroleumdok · Sasdok · Schippersdok · Schuildok voor Lichters · Siberiadok · Steendok · Straatsburgdok · Suezdok · Tweede Havendok · Verbindingsdok · Vierde Havendok · Vijfde Havendok · Willemdok · Zesde Havendok · Zuiderdokken
Op de Oost-Vlaamse linkeroever van de Schelde:
Deurganckdok · Doeldok · Noordelijk Insteekdok · Saeftinghedok · Verrebroekdok · Vrasenedok · Waaslandkanaal · Zuidelijk Insteekdok